# Sofía Nieto
Sofía Nieto (Alcorcón, Espanya, 16 d'agost de 1984) és una actriu espanyola.

## Biografia
Sofía Nieto començà la seva carrera com a actriu als setze anys, iniciant-se de mica en mica en el món del teatre. El 2003 fou escollida per fer de la filla de Juan Cuesta a la sèrie de televisió Aquí no hay quien viva. Després passà a formar part del repartiment de la sèrie La que se avecina.
Ha participat en obres de teatre com Entremeses, de Miguel de Cervantes, o Amor de don Pelimplín con Belisa en su jardín, de Federico García Lorca.

## Filmografia

### Cinema
- Memorias de atracos (2010, curtmetratge)
- Da capo (desde el comienzo) (2010, curtmetratge)

### Televisió
- Aquí no hay quien viva (2003-2006)
- La que se avecina (2007-2008)